# Lolo (Montana)
Lolo es un lugar designado por el censo ubicado en el condado de Missoula en el estado estadounidense de Montana. En el Censo de 2010 tenía una población de 3892 habitantes y una densidad poblacional de 155,95 personas por km².

## Geografía
Lolo se encuentra ubicado en las coordenadas 46°46′19″N 114°6′37″O / 46.77194, -114.11028. Según la Oficina del Censo de los Estados Unidos, Lolo tiene una superficie total de 24.96 km², de la cual 24.51 km² corresponden a tierra firme y (1.78%) 0.45 km² es agua.

## Demografía
Según el censo de 2010, había 3892 personas residiendo en Lolo. La densidad de población era de 155,95 hab./km². De los 3892 habitantes, Lolo estaba compuesto por el 95.12% blancos, el 0.31% eran afroamericanos, el 1.82% eran amerindios, el 0.41% eran asiáticos, el 0.03% eran isleños del Pacífico, el 0.28% eran de otras razas y el 2.03% pertenecían a dos o más razas. Del total de la población el 2.11% eran hispanos o latinos de cualquier raza.